# Carbodiimidă

Structura chimică generală a carbodiimidelor

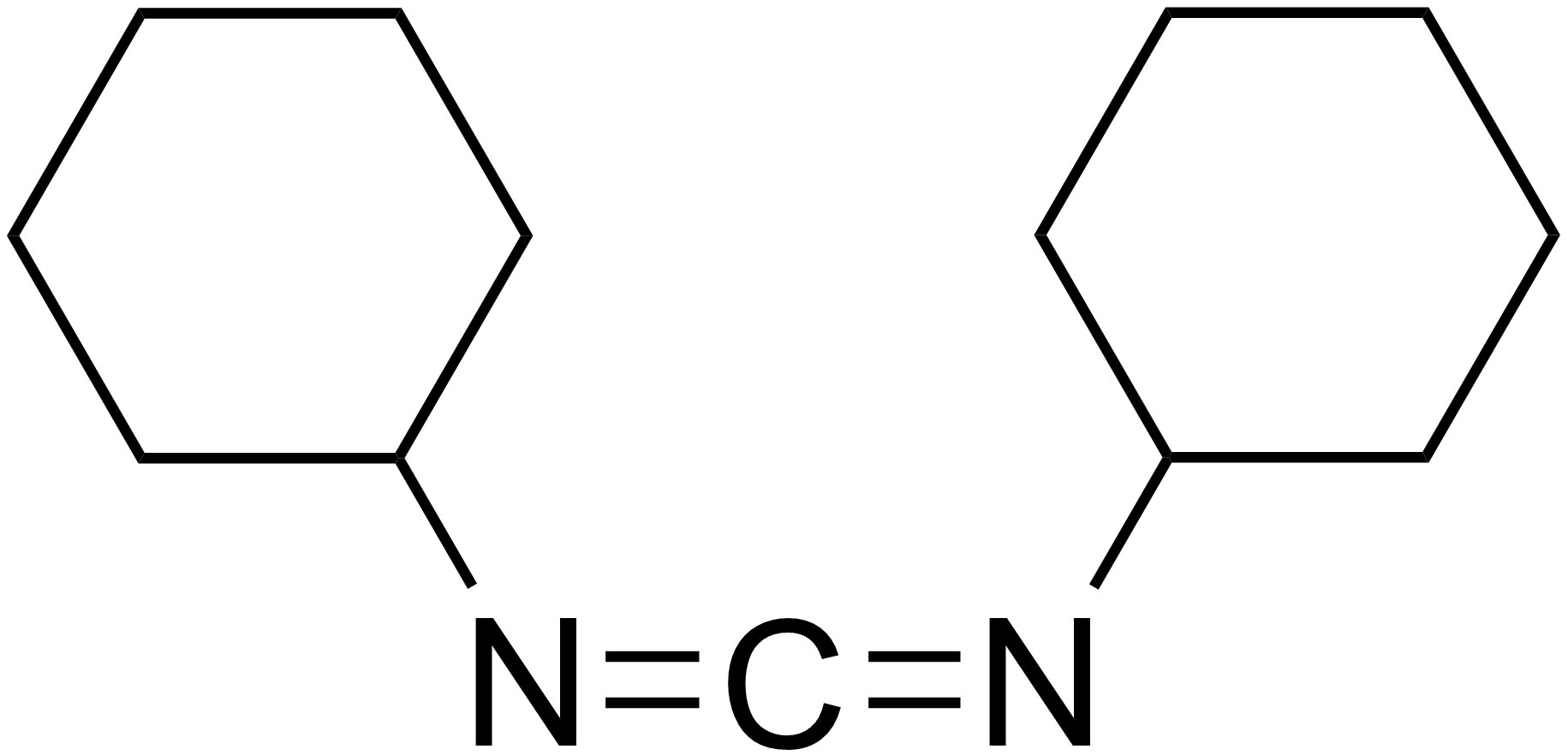
Structura chimică a DCC-ului

O carbodiimidă (denumire sistematică IUPAC: metandiimină) este o grupă funcțională cu structura RN=C=NR, iar compușii care conțin această grupă sunt exclusiv sintetici. Un exemplu este diciclohexilcarbodiimida (DCC), utilizată în sinteza peptidelor. Dialchilcarbodiimidele sunt stabile, însă unele diarilcarbodiimide au tendința de a dimeriza sau polimeriza la temperatura camerei (mai frecvent la derivații cu punct de topire mic, care sunt lichizi la temperatura camerei).